# کاوالیا (ایتالیا)
کاوالیا (به ایتالیایی: Cavaglià) یک کومونه در ایتالیا است که در استان بیه‌لا واقع شده‌است. کاوالیا ۲۵٫۵ کیلومتر مربع مساحت و ۳٬۶۲۳ نفر جمعیت دارد و ۲۷۱ متر بالاتر از سطح دریا واقع شده‌است.

## خواهرخوانده
شهر مونبزن خواهرخواندهٔ کاوالیا هست.